# Genealogías del Nuevo Reino de Granada
Genealogías del Nuevo Reino de Granada, es uno de los primeros libros publicados en la América colonial Española, creado entre los años 1640 al 1670 por Juan Flórez de Ocariz. Su contexto gira en torno a la Conquista de la Nueva Granada, los conquistadores y colonizadores que llegaron allí, sus fundaciones, hechos y vidas. En sus páginas es posible apreciar la conformación original de la América Hispánica desde su nacimiento, el origen de sus gentes y cómo fue de hecho su organización administrativa y política frente a la Corona Española. 

## Libro Segundo

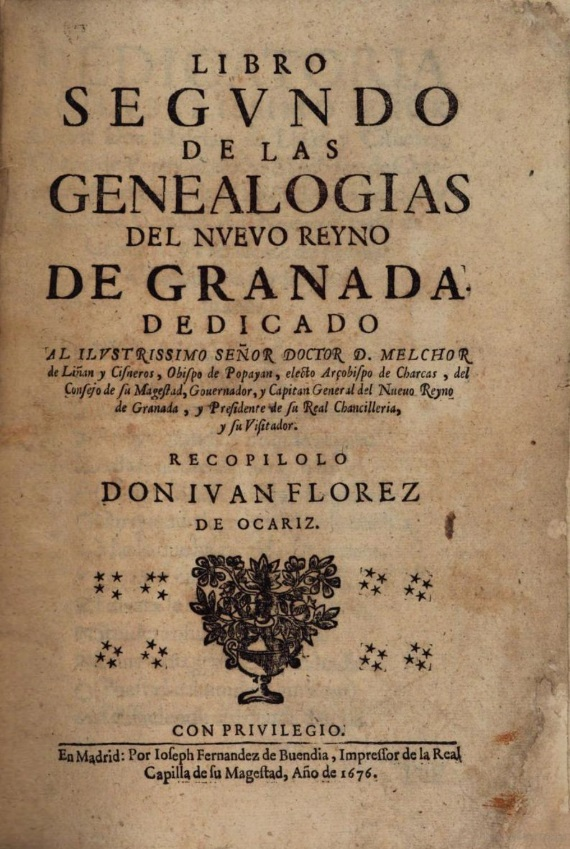
Portada del Libro Segundo de las Genealogías de la Nueva Granada.

### Contexto histórico
El segundo libro se basa en los documentos manejados por Ocariz en su calidad de escribano real, aquí detalla los hechos sucedidos después de la conquista, iniciando la colonia. La Real Audiencia de Santa Fe que fue creada a partir de los antiguos territorios de por aquellos días se conocieron como inicialmente Castilla de Oro, esto es, los actuales territorios de Colombia, Venezuela, Ecuador, parte del Perú, los actuales territorios de Surinam, Guyana y Guayana Francesa, Panamá, la Costa oriental de Costa Rica y Nicaragua, poseía en sus archivos profusión de documentos administrativos, judiciales, otorgamiento de encomiendas, hidalguías y algunos títulos nobiliarios; así como, los documentos atenientes a la fundación de las primeras ciudades y los hechos que llevaron a la formación de las primeras fases de la América Hispánica. 
La suma de los folios del segundo volumen de tan grande obra, poseen en sí mismos las claves del inicio de la actual Hispanoamérica, las costumbres de la antigua España, se trasladan a las nuevas tierras y el concepto de propiedad privada nace en la nueva sociedad; concepto que, en el acervo indígena de orden matrilineal, no existía como tal.  
Se encuentra los troncos de las primeras familias de la Nueva Granada, estableciendo los parentescos entre las principales familias del Nuevo Reino de Granada, familias que, a la postre, representarían un papel predominante en el desarrollo social y económico de los siglos posteriores, y que establecerían la élite del reino, la aristocracia y que terminarían en dinastías burocráticas a principios del siglo XIX. Rastrea el origen de sus ascendientes hasta los fundadores de los reinos y las posteriores repúblicas, analizaba las características de estas familias nobles y aristocráticas y su relación con la noción  de pertenencia, con la reivindicación de deberes y privilegios como el sentir de tener el derecho sobre la tierra y los puestos del cabildo por el llamado derecho de “antiguos de la tierra”.  Así estas familias se condicionaron a mantener estrategias sociales para mantener los privilegios y poderes adquiridos, durante generaciones, por medio de matrimonios con otras familias de la elite, vínculos endogámicos entre los linajes con el fin de generar alianzas y mutuo beneficio tanto económico como social. 
Ocáriz cataloga las familias empezando por las más antiguas, las familias rectoras de las primeras poblaciones, fundadores de las primeras ciudades, descendientes de conquistadores y oficiales de la corona española, las catalogó con el nombre de Antiguos y beneméritos. 
Por ejemplo la Familia de abogados, los Vergara, familia considerada como una de las más antiguas de Colombia, con larga tradición en la capital neogranadina, su ascendencia se remonta a mediados del siglo XVII con Antonio de Vergara Azcárate, el primero del linaje que inició una de las sagas familiares más relevantes de Santafe de Bogotá y en el Nuevo Reino de Granada, que terminó en una dinastía burocrática.
Otros serían los  Ruiz, Venegas, Velarde, Mariño de Lobeira, Maldonado y Maldonado, Borja, Pimentel, López, y así sucesivamente transitan estas páginas; las mismas, de las cuales otros historiadores posteriores toman su fuente. Es de aquí que precisamente el prestigioso genealogista Rivas parte para formar su obra "Genealogías de Santa Fe de Bogotá" a pedido de un grupo de la élite criollo-mestiza del siglo XX que deseaba encontrar sus pergaminos. 
Es aquí en donde se halla registrada por vez primera la historia de las Hinojosa y sus devaneos por la Tunja de aquellos tiempos, los primeros viajes por el Magdalena y las relaciones económicas y políticas entre las familias que darían como resultado un país un tanto extraño para sus propios ciudadanos.